# 2008年中華民國總統選舉
2008年中華民國總統選舉，即中華民國第十二任總統副總統選舉，於2008年（民國97年）3月22日舉行，與第五案、第六案全國性公民投票同日舉行，為中華民國第4次正、副總統公民直選，採用普通、直接、平等、無記名、單記、相對多數投票制度。第10、11任總統陳水扁因已連任一次，依據《中華民國憲法增修條文》規定，不得競選連任。
總統、副總統候選人有兩組，分別為1號：民主進步黨提名的謝長廷和蘇貞昌（通稱「長昌配」）及2號：中國國民黨提名的馬英九和蕭萬長（通稱「馬蕭配」）。 
中央選舉委員會在2008年3月22日20時7分宣布開票結果，國民黨提名的馬英九及蕭萬長獲勝，當選中華民國第十二屆總統、副總統。馬英九、蕭萬長以7,659,014票當選，得票率58.45%；謝長廷、蘇貞昌5,444,949票，得票率41.55%。馬英九、蕭萬長的得票數，較謝長廷、蘇貞昌多2,214,065票，在當時雙雙創下中華民國史上民選總統候選人最高得票率和得票數的紀錄。直到2020年蔡英文競選連任時以8,170,231票超越其屹立近12年的得票數紀錄。
本次選舉是中華民國政治史上第二次政黨輪替，也是繼1月12日的立法委員選舉後，另一場攸關臺灣未來走向的選舉。中華民國綠地變藍天，國民黨在此次選舉後，同時掌握立法院過半席次，再次完全執政。另一方面，與總統選舉投票合併舉行、涉及參與聯合國議題的兩項全國性公民投票案，皆因未達《公民投票法》所訂定「領票人數達總選舉人數的百分之五十」之門檻而未能通過。

## 背景
2004年總統選舉，時任總統陳水扁以兩萬九千多票的小幅差距擊敗了泛藍的連宋配。民進黨在總統大選勝利後，希望在同年年底的國會選舉得到過半席次，但最後仍然由泛藍過半。   
從2005年起，中華民國總統府高層的弊案相繼爆發、時任總統陳水扁以及民進黨政府的說詞一變再變。例如時任總統陳水扁聲稱如果吳淑珍有收SOGO禮券就會下台，後來變成國務機要費案一審有罪（屆時大約已到2008年5月新總統上任的時候）就會下台，重挫總統府及民進黨政府的聲望。歷次選舉，民進黨雖然保住基本盤，但明顯得票有所倒退，甚至一些長期執政的縣市被國民黨奪去。   
中國國民黨由馬英九當選主席以後，在馬英九的超人氣以及民進黨政府在連串不利消息的衝擊下，國民黨的得票有所成長。但馬英九因特別費案被起訴以後，儘管法院二審宣判無罪，但使馬英九的清廉形象受損，國民黨派系林立，儘管他成功代表國民黨出選，也有不明朗的因素。   
謝長廷奪得民進黨的總統提名以後，民進黨於一月的立委選舉大敗，時任總統陳水扁辭去主席以後，謝長廷當選代主席。   
執政的民進黨的謝長廷對在野的國民黨的馬英九，掀起2008年中華民國總統選舉的序幕。

## 候選人
| 號次     | 1 | 1 | 2 | 2 |
| 政黨     | 民主進步黨 | 民主進步黨 | 中國國民黨 | 中國國民黨 |
| 候選職務 | 總統 | 副總統 | 總統 | 副總統 |
| 候選人   | 謝長廷 | 蘇貞昌 | 馬英九 | 蕭萬長 |
| 簡歷     | - 臺北市議員（1981-1989） - 立法委員（1989-1996） - 第九屆總統選舉民主進步黨籍副總統參選人 - 高雄市市長（1998-2005） - 民主進步黨第九屆主席（2000-2002） - 行政院院長（2005-2006） | - 臺灣省議員（1981-1989） - 屏東縣縣長（1989-1993） - 民主進步黨秘書長（1993-1997） - 立法委員（1996-1997） - 臺北縣縣長（1997-2004） - 總統府秘書長（2004-2005） - 民主進步黨第十一屆補選主席（2005） - 行政院院長（2006-2007） | - 蔣經國總統英文秘書（1981-1982） - 總統府第一局局長（1982-1984） - 中國國民黨中央委員會第三副秘書長（1984-1988） - 行政院研究發展考核委員會主委（1988-1991） - 行政院大陸委員會副主任委員 - 法務部部長（1993-1996） - 政務委員（1996-1997） - 臺北市市長（1998-2006） - 中國國民黨第四屆主席（2005-2007） | - 行政院經濟建設委員會副主任委員（1988-1990） - 中國國民黨組織工作會主任（1989-1990） - 經濟部部長（1990-1993） - 行政院大陸委員會主任委員（1994-1995） - 立法委員（1996-1997） - 行政院院長（1997-2000） - 第十屆總統選舉中國國民黨籍副總統參選人 - 中國國民黨副主席（2000-2005） - 兩岸共同市場基金會董事長 |
| 出生地   | 中華民國臺灣省臺北市 | 中華民國臺灣省屏東市 | 英屬香港九龍 | 日治臺灣臺南州嘉義市 |

### 被連署人
除2004年中華民國總統選舉（第11任總統）或2008年中華民國立法委員選舉（第7屆立法委員）得票超過百分之5的政黨可以直接推薦總統、副總統候選人外，其他小黨或無黨籍人士需要經過徵求連署，並獲得一定數量的連署人數，才可以成為正式候選人。此次總統選舉，有三組被連署人：客家黨的林金英與宋楚瑜（並非親民黨主席宋楚瑜，兩人同名同姓）、大道慈悲濟世黨王崇任與趙連出，以及無黨籍的大陸臺商蕭陽義與張振德。不過中選會在民國96年（2007年）12月30日17時30分連署截止後，因為連署人數過低，這3組候選人失去參選資格（統計如下表），總統參選人確定由國、民兩大黨的候選人出線。
| 被連署人 | 被連署人 | 被連署人       | 連署人數                 | 連署人數                 | 連署人數                 | 連署人數                 | 通過與否                 |
| 總統     | 副總統   | 政黨           | 提出連署人數             | 刪除連署人數             | 合格人數                 | 收件機關                 | 通過與否                 |
| -------- | -------- | -------------- | ------------------------ | ------------------------ | ------------------------ | ------------------------ | ------------------------ |
| 王崇任   | 趙連出   | 大道慈悲濟世黨 | 500                      | 0                        | 500                      | 南投縣選舉委員會         |                          |
| 蕭陽義   | 張振德   | 無黨籍         | 0                        | 0                        | 0                        | 沒有提出連署書件         |                          |
| 林金英   | 宋楚瑜   | 客家黨         | 209                      | 0                        | 209                      | 台北市選舉委員會         |                          |
| 連署時間 | 連署時間 | 連署時間       | 2007年11月16日至12月30日 | 2007年11月16日至12月30日 | 2007年11月16日至12月30日 | 2007年11月16日至12月30日 | 2007年11月16日至12月30日 |
| 門檻     | 門檻     | 門檻           | 248,389                  | 248,389                  | 248,389                  | 248,389                  | 248,389                  |

### 未被連署人
除以上未連署成功的候選人外，也有一些人士曾經自行宣佈參選，但是未向中央選舉委員會申請，不能正式徵求連署，因此沒有參選資格：黃越綏（前總統府國策顧問）、柯賜海、蔡勝文、陳源奇、雷僑雲、洪熙寧、張俊宏（海基會副董事長）以及香港知名人士陳乙東（巴士阿叔事件主角）。

## 政見發表與競選承諾

### 謝長廷、蘇貞昌

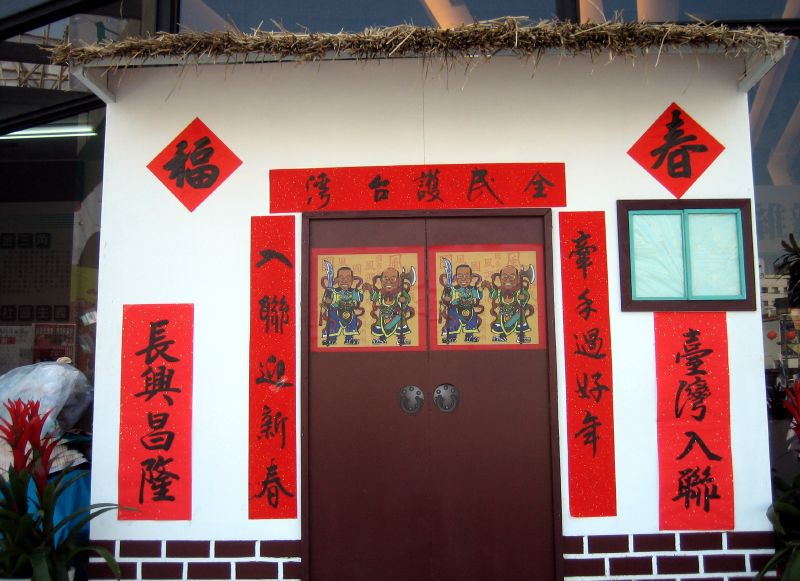
長昌臺中競選門聯

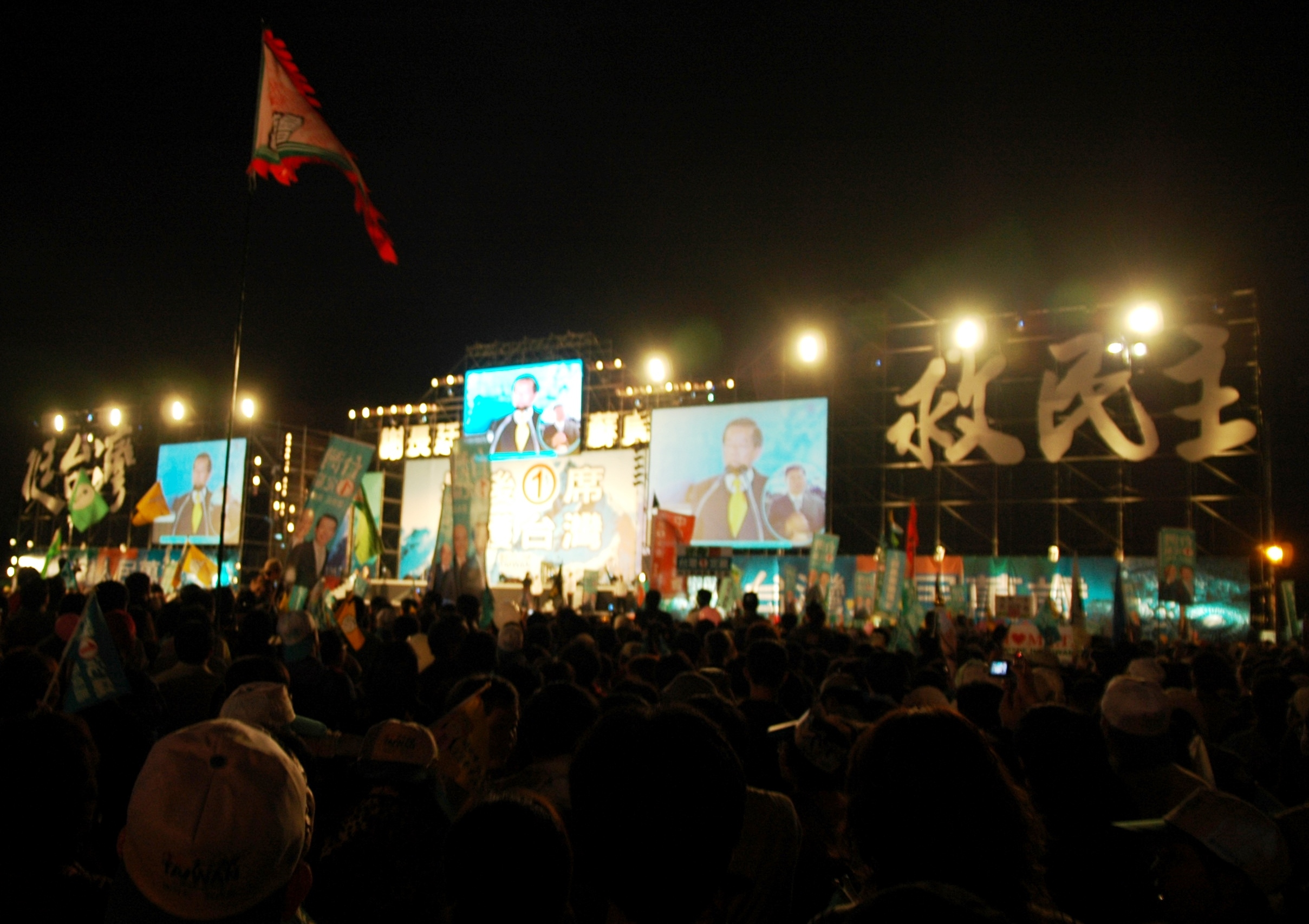
選舉前夕之民主進步黨「挺台灣 救民主」造勢晚會

#### 六個基本政策理念
- 一個國家：中華民國是個主權獨立，多元社會與族群的國家。
- 兩大原則：主體性與開放性兩大原則。
- 黃金三角：經濟發展，社會公義，生態環境能共同實現。
- 四個優先：台灣優先，環境優先，文化優先，弱勢優先。
- 五種共生：物種的共生、兩性的共生、族群的共生、政黨的共生、國家的共生
- 六星計劃：將台灣分成六大地區

#### 幸福經濟
- 幸福經濟的產業發展：創新是長遠之道
- 以三中取代一中：照顧中南部、中低階層
- 三中之中小企業：全力維繫生機，防止社會M型化
- 充分就業，與人民的幸福約定
- 「青年有屋住」，前途一路發
- 幸福農業，追求人與土地親善的生活方式
- 綠色財政改革：開徵能源稅，創造稅制改革的契機

#### 其他政見
- 台灣維新，海洋立國：效仿日本明治維新，認為台灣要從政治、經濟、格局、文化與價值觀全面維新，朝海洋國家全面蛻變，台灣將更為壯大富強；並認為中華民國已經台灣化，台灣是主權獨立的國家，下一步就是讓台灣國家正常化。只要深化民主，強化台灣命運共同體的意識，讓台灣有一部符合現狀的憲法，並以台灣名義加入國際組織，是水到渠成的事。
- 和解共生：認為台灣是一個多元的及有多文化差異性的國家，這是一個事實，不可能消滅它，所以如果不採和解共生的路線，那麼這個鬥爭及衝突將永遠發生。 台灣這樣的社會，是民族、語言多元化，應該有一套發展目標及策略，和解共生也就是這一套策略及目標。
- 主體性和開放性：台灣的內政改革和對中國大陸政策的原則。台灣的改革建設，應該推動對中交流，不過，前提是把台灣主體性做為基礎的，積極發展作為海洋國家的特性，並能跟不同意見的政黨合作包容。這包含了守護台灣的主體性，除了與中國大陸外還有跟其他各國的國際合作發展，這才是台灣的永續生存與發展的最高的原則。
- 對外交、兩岸政策：對台灣來說傳統的友好國，日本和美國的信賴關係的發展和強化作為目標，並推進與中國對話的現實穩健線路；並把日美做為軸，跟韓國，歐洲，有邦交的非洲、中南美、太平洋各國的關係積極發展重視。
- 提出「三不二沒有」，承諾當選後，他與家人將不從事任何股買賣行為、不擔任任何基金會董事、不與公家機關進行商業行為；他與家人沒有持美國綠卡、沒有擁有美國或其他國家護照。
- 未來行政院院長將會邀請企業界執行長來擔任，並會和各黨協商。
- 永續環境政策主張。
- 社會福利政策主張。
- 創造工作機會的經濟發展政策主張。
- 教育改革政策主張。
- 不承認中國大陸學歷，是為防止低薪競爭，使台灣人失業。[15]
- 活絡傳統產業 創造就業機會。
- 鬆綁法令 大赦台商 促進世界資金回流。
- 承諾上任後全面實施募兵制，沒有任何訓練時間，真正完全的募兵制，讓青年人可以去追求自己的夢想。
- 承諾上任後全面打擊現市場上的黑心中國大陸貨物。
- 以兩岸包機正常化來取代現在的直航限制。

### 馬英九、蕭萬長

#### 愛台十二建設
預計投資新台幣三兆九千九百億元。
- 五大基本理念
  1. 區域均衡發展：依據北中南東部不同的需要與客觀條件，研擬適合各區域發展的核心計畫，包括高雄自由貿易及生態港、台中亞太航空運籌中心、桃園國際航空城、花東產業創新走廊，藉以帶動各地區發展，同時也能發揮區域互補的功能，達成提升台灣整體競爭力的效果。
  2. 營建產業創新基礎環境：建構六大產業創新走廊，並加強科研及技術人力培育，以為建設台灣成為研發創新中心奠定基礎。
  3. 打造城鄉新風貌：藉由都市更新、老舊工業區更新、農村再生及海岸新生，以振興老舊及發展落後地區的經濟活力，並促進城鄉均衡發展及所得均衡分配。
  4. 加速智慧資本的累積：從教育人力的投資、文化創意產業發展、無線寬頻建設及智慧生活環境的營造，打造出台灣未來的競爭力。
  5. 重視永續發展：優先推動大規模造林、做好防洪治水、加速污水下水道建設及交通建設上重點為推動軌道運輸等環保基礎工程，以實際行動落實環境生態的保護。
- 五大效益
  1. 建造良好基礎建設，活化台灣經濟。
  2. 增加國內投資，讓政府公共投資每年至少成長10％，並同步促進民間投資。
  3. 增加國民所得及就業機會。
  4. 改善生活環境，提升國民生活品質。
  5. 促進所得公平分配。
- 預期目標：政府未來八年內將投資2兆6500億元，吸引民間投資1兆3400億元，投資總金額達到3兆9900億元，每年並提供12萬人的就業機會；每年經濟成長率6％以上，國民所得將達3萬美元，失業率降至3％以下。關於公共投資的增加，政府將可透過稅收的增加來支應，不致造成國庫的負擔。
- 執行說明
  1. 預算配合：未來十二項基礎建設推動，除鼓勵民間參與投資外，將全力爭取立法院的預算支持，並與地方政府充分合作，以確保執行的順利。在預算分配上，將更加重視區域均衡，挹注中南部及東部更多的預算及相關資源，以確保區域均衡發展。
  2. 國土規劃及利用之配套改革：配合十二項基礎建設，將重新規劃改革國土空間利用架構，並配合修訂土地相關法令，大幅提升土地利用的價值。
  3. 健全制度：建立公開、透明、公正的採購與公共工程發包制度及事後監督機制，杜絕公共建設浪費及弊端。
  4. 展現執行力：未來將嚴格管控公共建設執行進度，展現耳目一新的執行力。

#### 產業再造345
- 3大主軸：產業創新、新興產業、政策鬆綁
- 4兆回台：將國人存放海外財富4兆多元台幣吸引回台投資，使百業由蕭條轉為繁榮
- 5萬就業：觀光、金融和醫療等服務業每年至少可新創5萬個工作機會

#### 全球連結
- 參與全球經濟整合活動：在WTO架構下推動與各國洽簽自由貿易協定（FTA）或全面經濟合作協定（CECA）；積極推動APEC架構下的「自由貿易協定」；積極參與國際貨幣基金（IMF）、世界銀行（World Bank）及經濟合作暨發展組織（OECD）等國際財經活動。
- 推動兩岸經貿動態調整：以「活水計畫」取代「鳥籠政策」：開放兩岸海空直航，初期以桃園、台中清泉崗、台北松山、高雄小港、澎湖馬公、花蓮、台東七個機場列為兩岸直航機場；展開兩岸直航談判，實現兩岸直航；開放陸資來台投資生產事業；適度鬆綁對大陸投資的40％淨值比例上限及產業別的投資限制，但鼓勵關鍵技術留台。
- 開啟兩岸經貿協商新時代：全面展開兩岸經貿協商，建立應有制度及規範，以符合國家長遠的利益。
- 以台灣為核心，整合全球與大陸市場商機：推動「雙黃金航圈」及「雙營運中心」計畫，利用台灣地理優勢，推動東北亞及東南亞雙航圈；利用台灣科技產業利基及經營大陸市場優勢，建構高科技業之「雙黃金三角」，以「矽谷—台北—上海」及「東京—台北—上海」的策略性連結，提升台灣在全球高科技發展的關鍵角色。
- 以兩岸連結突破參與區域合作瓶頸：結合產官學力量，推動「東亞區域整合論壇」，邀集東亞各國產官學界參與，為形塑涵蓋台灣的制度化區域經濟整合，凝聚共識，參加東協加三、 東協十加六等區域經濟整合安排；逐步實現「全台自由貿易區」。

#### 租稅金融
- 實施「勞動所得退稅補貼」新制，讓有工作收入的低所得家庭，在報所得稅時，政府不但不課稅，反而發給補貼。
- 增加薪資扣除額：薪資特別扣除額及殘障特別扣除額分別由每人78,000元及77,000元增至每人10萬元，減輕受薪階級及中低所得者的租稅負擔，照顧弱勢族群。
- 增加教育扣除額：教育學費扣除額由每戶改為每人2萬5千元，降低父母家長對子女的教育負擔
- 產業別獎勵取消，功能別獎勵加強：檢討取消產業別等租稅減免獎勵，強化研究發展、人才培育等功能別獎勵。
- 調降營所稅，提升國際競爭力：調降營利事業所得稅至20%，並取消保留盈餘加徵10%之稅課，提升企業國際競爭力。
- 推動綠色稅制，提升能源使用效率：增加的收入可用於補助企業提高能源使用效率、分擔企業對其員工的社會福利支出、取消汽車及水泥以外所有的貨物稅、娛樂稅、印花稅、及汽車燃料使用費，以及對大眾運輸及低收入戶給予能源津貼等。
- 全面改革稅制：成立賦稅改革委員會，以全盤觀點，推動稅制改革，包含所得稅與遺贈稅等，以建立公平、效率、簡化及具國際競爭力的稅制。
- 保障納稅者權益：於中央及地方設置納稅者權利保護官，協助轄區內納稅者與稽徵機關協調解決稅捐爭議，保障納稅者權利，降低稅務訴訟。
- 錢權由中央下放地方：秉持「錢權同時下放」、「地方實質財源增加」、「直轄市及縣（市）財源只增不減」、「公式入法取代比例入法」、「鼓勵各級政府開源節流」等原則，推動「財政收支劃分法」修正案，以健全財政制度，改善地方財政困境。
- 提高遺產稅免稅額：為提升國際競爭力，未來勢必要順應國際潮流，調降遺產稅率，但其確實幅度，應由賦改會做通盤考量後決定，目前可以先提高免稅及扣除額度，由目前一個典型家戶約1,300萬（免稅額779萬加配偶、子女、喪葬費用等扣除額合計，其中房地產部分依公告現值而非市價計算），提高一倍到2,600萬。

#### 其他政見
- 兩岸關係：兩岸政策將主張以「三不政策」－「不統、不獨、不武」來處理，並且將和中共進行協商，承諾台海一百年和平。[16]；承認大陸地區學校學歷是大勢所趨，但須配套措施。[17]；開放兩岸三通，推動兩岸共同市場，促進海峽兩岸人事物之交流。
- 行政區域：重新提出三都十五縣計畫[18]，鄉鎮市首長維持民選。
- 交通部分：推動北北基宜地區經濟發展幸福工程；構築北台灣軌道交通路網，達成軌道運輸大串連；推動蘇花高未完成前之花東交通建設計劃。
- 教育政策 - 對台灣新世代的教育承諾。
- 勞動政策 - 自主、公平、發展的尊嚴勞動。
- 原住民政策 - 原住民族多元共榮。
- 憲政改革政策 - 台灣民主第二階段改革宣言。
- 農業政策 - 馬蕭為台灣農業打拼，讓農民好生活。
- 國防政策 - 打造精銳新國軍、確保台海無戰事。 全面實施募兵制，未來義務役男只需接受3個月訓練。
- 青年政策 - 大病青年醫 新態度 新台灣。
- 外交政策 - 活路外交、擁抱全球。
- 婦女政策 - 陽光女人兩性共治。
- 人權政策 - 新世紀台灣人權宣言。
- 醫療政策 - 新世紀健康政策。
- 社福政策 - 公義社會、永續福利。
- 環境政策 - 健康、永續、顧台灣。
- 廉能政策 - 八項廉政革新，一掃八年貪腐。
- 文化政策 - 以文化為核心的全球佈局。
- 客家政策 - 牽成客家、繁榮客庄。

## 政黨內部初選

### 中國國民黨
2007年1月10日，民主行動聯盟發起人之一、國立臺灣大學心理系教授黃光國表示將會投入國民黨內總統初選，但因為未曾擔任黨職，一度被認定資格不符；最後他自己決定不領表。
在馬英九遭到起訴前，國民黨「馬家軍」的一些動作即遭挺立法院長王金平派的非議。馬遭到起訴後，國民黨於2月13日開臨時中常會，以「排黑條款」抵觸黨章為由，認為應屬無效。此舉被批評為因人設事，專為馬排除參選2008年總統的障礙。
之後國民黨榮譽黨主席連戰邀集馬英九、王金平、吳伯雄等黨內高層會商，達成六點程序性共識。
國民黨內總統初選領表，一共有馬英九與高雄師範大學教授雷僑雲兩人領表，但雷僑雲未通過連署門檻。 
另一位被視為黨內可能候選人的立法院長王金平並未領表，宣告在總統初選中出局，不能成為國民黨提名的總統候選人。由於獲得初選參選人資格的只有馬英九一人，因此國民黨並未辦理初選，2007年5月2日，國民黨中常會核備馬英九為代表國民黨的總統參選人。
在副手方面，國民黨高層原本屬意由王金平成為副總統候選人與馬英九搭檔競選，但馬王兩人意願皆不高，最終於2007年5月31日破局；最後於2007年6月23日確定由前行政院長蕭萬長成為副總統候選人。

## 競選過程與議題

### 大選時序
- 2007年11月8日：中央選舉委員會發布「第12任總統、副總統選舉」公告，及在海外的中華民國自由地區人民申請返台行使選舉權登記公告。
- 2008年1月26日至30日：受理候選人登記。
- 2008年2月11日：海外國民行使第十二任總統副總統選舉權截止登記。郵寄申請表件者，以戶政事務所收件日期為憑。[28]
- 2008年2月15日：辦理候選人號次抽籤。
- 2008年2月24日、2月29日、3月7日、3月9日、3月10日、3月14日：辦理候選人電視辯論會與政見發表會。
- 2008年3月22日：選舉投開票日（大選日）。

### 立委選舉後
由於在2008年立委選舉過後，泛藍陣營獲得超過4分之3的席次，因此時任總統陳水扁在1月12日晚上宣布辭去民進黨主席職位；在1月14日的臨時中執會上宣布由謝長廷擔任黨主席。謝長廷表示未來黨部和競選總部將會合而為一，並宣示2008年總統大選將摒棄以往民進黨的選舉方式，以不鼓動社會對立、不挑動族群，也不強調民粹為基調，如果敗選將會退出政壇。

### 登記
2008年1月27日，國民黨正副總統參選人馬英九與蕭萬長、民進黨正副總統參選人謝長廷與蘇貞昌，雙雙前往中選會，申請登記為第十二任總統、副總統候選人。 謝長廷在登記後隨即召開記者會，宣示「新三不二沒有」：當選後家人不會買股票、不會擔任任何基金會董事長、不會和公家機關有任何買賣、沒有綠卡、沒有國外護照等。外界一般認為，此宣示是為了與時任總統陳水扁切割；但後來演變成「綠卡風波」。

### 電視辯論會
2008年總統大選電視辯論會是由中央通訊社、中國時報、聯合報、自由時報、公共電視所共同主辦，共有二場，第一場是在2008年2月24日下午舉辦，特色是有20個公民提問，第二場是在同年3月9日下午舉辦。

### 政見發表會
中選會所主辦的電視政見發表會依照「總統副總統選舉候選人電視政見發表會實施辦法」共舉辦4場，其中總統候選人3場、副總統候選人1場。分別於2月29日（公視轉播）、3月7日（台視轉播）、3月10日（副總統候選人，中視轉播）、3月14日（華視轉播）。電視政見發表會沒有設置交互辯論時間，而由候選人各發表政見2次，每次時間為15分鐘。

### 台灣維新館事件
2008年3月12日，國民黨籍立法委員費鴻泰、羅明才、陳、羅淑蕾等四人質疑第一金控總經理於立法院財政委員會的質詢時，所言謝的競選總部僅租借1～3樓，4樓以上目前未使用。故與財政部部長何志欽等官員及第一銀行高層，以「公務會勘」為由闖入長昌配競選總部「台灣維新館」，後遭即被長昌總部幕僚人員林耀文攔下。就在費鴻泰等人在下樓之後，即被在場前來抗議國民黨立委行為的謝陣營支持者團團包圍，歷時約3個小時。最後，在競選總部執行總幹事李應元在宣傳車上表示任務完成，允許群眾讓警方保護費鴻泰等人的警車離去，才化解危機。有數人在事件中受傷掛彩，其中包括費鴻泰委員、謝營支持者及11名員警。國民黨籍總統候選人馬英九在第一時間知悉此事件後，對藍營立委的不當行動致歉。
此事件發生後，謝陣營指責費鴻泰等人偷竊、踹門、入侵民宅……等，後續效應陸續發酵。國民黨主席吳伯雄在3月13日率當事的4位立委公開向外界鞠躬道歉，費鴻泰等四位立委也由國民黨中央作出停止一年黨權的處分。何志欽亦於3月13日請辭財政部長，並於當日獲行政院院長張俊雄批准。而費鴻泰除了宣布辭去國民黨立院黨團召集人之外，並於3月14日上午在立法院召開記者會，宣佈正式退出國民黨，以示對此事件負責。費鴻泰並宣稱，如果因此事件而造成馬英九落選，他不排除結束自己的生命。除此之外，警方也針對5名包圍警車滋事的謝營支持者，依妨害公務、毀損等罪嫌函送法辦。
謝長廷陣營指控，這件事情證明，國會及民意代表職權曖昧且無法可管。但國民黨也有所反擊，批謝總部的包圍舉動很沒禮貌，因為3月4日民進黨台北市議員周威佑、李建昌、徐佳青、黃向群曾到馬蕭總部踢館，但當時馬陣營是以禮相待、並沒有動員群眾製造衝突。國民黨立委林益世3月12日表示，「他們4位議員來到馬英九的總部，結果我們是以禮相待；而且他們要看什麼地方，都讓他們去看，讓他們去檢查。」

### 莊國榮辱罵馬父
2008年3月16日，在中正紀念堂換牌樓一事成為綠營政治明星的莊國榮，出席民進黨「長（謝長廷）昌（蘇貞昌）」臺中市競選總部「316擊掌逆轉勝」活動時，在台上的發言引起爭議，「馬英九其實本人只會演戲。他除了會演戲以外，其實是個無能的人。（我）反對像馬英九這種軟弱的小孬孬，他就是會演戲而已。他的演技跟胡志強都很厲害，當個演員不錯；但是當總統，會害我們變成像西藏一樣。」「馬英九給我的感覺就像個小孬孬，一輩子可能不知道何謂guts，不知道什麼是男子氣概和魄力。他在面對中共的時候，很容易膝蓋就軟掉，就要下跪；所以臺灣選上馬英九，大家就等著像這兩天，看到西藏的情況一樣，等著被屠殺、被迫害。」粗口罵馬英九已過世的父親馬鶴凌與乾女兒的緋聞：「馬英九的爸爸每天滿口仁義道德，卻跑去開查某（台語，嫖妓玩女人），乾女兒變成幹女兒啦！這種人全家都在騙人。」
由於輿論譁然，對謝陣營選情有負面影響，莊國榮於當晚向部長杜正勝請辭並立即獲准。
而各界對於莊國榮此次行為，社會各界出現許多批評的聲浪，如陳孝萱、郭素春。 並一再強調莊國榮既不是謝陣營幹部，也不是民進黨員，其行為與謝陣營完全無關。
媒體更比喻成2008年3月12日去謝總部踢館的國民黨籍立法委員費鴻泰、羅明才、陳、羅淑蕾是四個笨蛋，莊國榮是一個蠢蛋。原本在踢館事件後，綠營評估選情逐漸看好，沒想到選前五天的這個關頭，自稱勇者無懼的莊國榮居然跑出來講髒話，而這幾句話，讓綠營的逆轉氣勢又再度被馬陣營逆轉過來。
2008年6月19日，政治大學決定2009年年度將不續聘莊國榮。

### 葉憲修（葉啟田）唱歌助選
著名歌手葉啟田公開替國民黨總統候選人馬英九站台支持，並演唱競選歌曲《台灣向前行》。

### 江霞失言
2008年3月18日，江霞在苗栗縣苑裡鎮的長昌民主護台灣造勢晚會助講時，在二十多分鐘演說中，重話抨擊返台挺藍藝人，只有選舉時才回國，有的拿加拿大、美國護照，平時未在台灣消費、帶給台灣實質利益，江問台下民眾說：「一百多名海外回國挺藍的藝人是不是台灣人？」台下有民眾回應：「不是！」江霞接著砲轟挺藍藝人說：「他們選舉投完票就回僑居地，根本不愛台灣，所以大家不用把他們當人看！國民黨利用他們來影響台灣人，希望鄉親不要受影響。」當晚有《中國時報》、《聯合報》和《自由時報》三家平面媒體到場採訪，而《中時》、《自由》都刊出報導。
3月19日，江霞發表聲明表示，她的原意與《中國時報》載稱「不用把他們當人看」之斷章取義等誇大用語及意義有相當出入，一切「都是媒體炒作的結果」，她保留對《中國時報》提告之權利，「我只是普通的家庭主婦，怕什麼？我挺綠是原罪，因為挺綠的藝人很稀有」。《中國時報》發言人張景為回應，報導是記者當天在現場「逐字逐句」聽到的，該報沒做任何修改，本日的《自由時報》也刊登一樣的內容，「不可能兩報同時都聽錯吧？」《自由時報》發言人蘇宇暉說，新聞稿都沒更動，「外界如何評論，我們都沒有意見。」馬蕭競選總部發言人徐中雄說：「如果海外回台投票的人都不是台灣人，那金美齡是什麼人？」國立臺灣大學名譽教授賀德芬說，江霞的說法造成的不良性和莊國榮不相上下，對於族群對立、社會仇恨的影響傷害非常大。世新大學新聞系教授彭懷恩說，僑胞也有回台投票給綠營的，投完就走；「若台灣2,300萬人再區分，如何對抗13億中國人」。
針對江霞的發言，有不少挺藍的藝人或海外藝人表示不滿，甚至資深藝人高凌風前往台北地檢署控告江霞公然侮辱，並表示：「江霞是壓垮謝長廷和解共生論的最後一根稻草。」為馬英九站台時，陳松勇說：「認識她好幾十年了，現在只想說，個人造業個人擔！」。針對江霞的發言，有媒體找出2004年的報導，指她的女兒在美國嫁給外國人，回台投票給綠營，刻意顯示江霞的雙重標準。
至於綠營方面，策劃當晚晚會的長昌苑裡競選總部總幹事、苗栗縣議員李聰祥表示，他們沒有錄音，所以無法證明江霞是否有說「不用把他們當人看」這句話。當時工作人員就發現麥克風發聲有問題，也有可能是江霞講「不用把他們當『台灣』人看」，因麥克風出狀況，句中的「台灣」兩字沒放送出來，所以造成一場誤會。也有出席這次造勢晚會的藝人安迪說「當天現場很亂，我沒聽到江霞說挺藍藝人不是人，當時天候不佳打雷又閃電，麥克風也頻頻斷音，說的話會跟聽到的有出入。」
江霞原打算控告媒體報導不實，但後來面對媒體簡短談話後發出聲明稿，表明「不想成為焦點，但無能為力」；「謠言止於智者，從來不與人為敵」，「不用討回公道」，隨即在前華視節目部經理許永德開道護送下離開。後來媒體向她確認是否要告兩家報紙，她表示要告，不過會另外選擇適當時候，會自行處理。

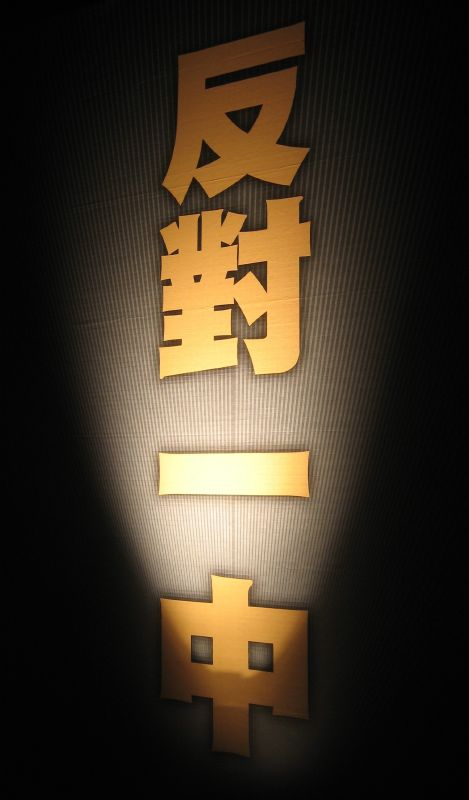
臺灣聲援圖博/西藏人權之火自由愛活動上的標語

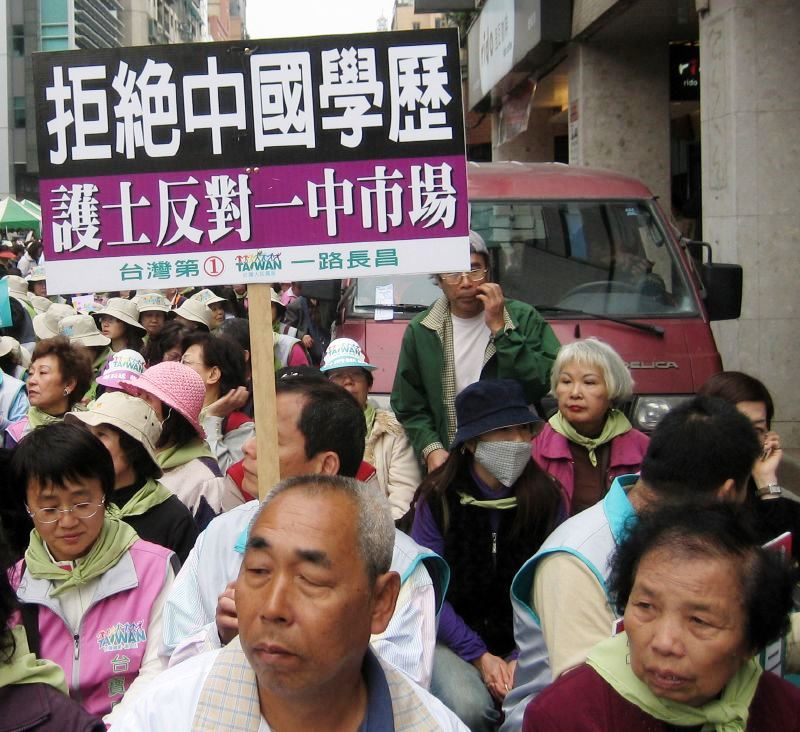
長昌造勢大會，支持者舉牌「拒絕中國學歷」、「護士反對一中市場」

### 票匭奇兵與藍鷹計劃
另，長昌基隆競選總部昨出示一份「出自公務機關」的表格，指控基隆市行政機關，涉嫌介入國民黨「票匭奇兵」計畫，很多里長都分配「任務」提報名冊，投票當天分批運載民眾去投票，違反行政中立及選罷法。長昌基隆競選總部昨也到基隆地檢署控告國民黨及基隆市政府。
基隆市長張通榮與秘書長許清坤等人都否認行政機關介入，將清查有沒有公務員介入，國民黨基隆市黨部也否認有這回事。

### 其他有關馬英九爭議

#### 馬大姐會黑幫
2008年2月，《壹週刊》爆料，馬英九大姐馬以南於2007年6月，赴深圳密會逃至中國大陸的十大通緝要犯竹聯幫大老張安樂，兩人一同出席台商的募款餐會，為馬英九拉票，並募款約兩千萬元；事後，兩人還有第二次的挺馬密會。馬總部發言人坦承有其事，但稱是「巧遇」。馬英九表示，他對細節不是很了解，但知道馬以南在中國大陸和台商有聚會。此事被民進黨質疑國民黨與黑金搭上線。

#### 自抬身價
2007年7月，總統大選前半年，馬英九訪問日本時由幕僚表示曾與日本首相安倍晉三及外相麻生太郎等人見面，並透露會談時兩人曾強烈表達支持馬英九。事後，日本產經新聞報導安倍與麻生「對此毫無事實的報導感到困擾」，安倍晉三更公開表示以「行程滿檔」婉拒見馬英九。

#### 我把你當人看
2007年12月8日，馬英九面與原住民座談時說：「他（原住民）基因沒問題 ，他機會有問題，我給他機會，但你來做就要好好做」，「我把你（原住民）當人看，要好好把你教育」。此言論惹火原住民，被譴責充滿階級意識、大漢沙文主義、歧視原住民。

#### 633沒做到要捐半薪
2008年2月24日，在總統大選辯論會上公民提問：「若達不到633政見目標，是否願捐出未來四年總統任期一半的薪水?」，馬英九當時回答：「捐款沒問題」。三年個8月後，在「黃金十年」記者會被媒體問：633政見已跳票，是否會兌現捐出半薪的承諾？他回答：「如果能夠用捐款就可以解決，那未免太容易了吧。」

#### 出生地爭議
2008年12月11日，民進黨立委蔡同榮質疑馬英九謊報自己的出生地。根據馬英九女兒馬唯中在美國的出生證明上的記載，馬英九填寫他自己的出生年是1950年，出生地是深圳。由於馬英九在中華人民共和國於1949年10月建國後才出生於深圳，蔡同榮指控馬英九是中華人民共和國公民。總統府拿出馬英九出生時香港生死登記處核發的出生證明正本來反駁此一說法。

## 競選文宣
由於各候選人與所屬政黨皆大量推出各種平面與電子宣傳，故以下列出的競選文宣以電視廣告（CF）為主。

| 主軸：「護台灣、救民主、兩黨共治、台灣進步」 - 幸福台灣進行曲（MV） - 幸福農業政策 CF - 台灣的父親母親們 CF - 幸福一定保之長昌青年政策 CF - 幸福一定保之便利商店加油 CF - 幸福一定保之長昌幸福一定保 CF - 拒絕一中市場，開放外國市場 CF - 守護台灣，守護孩子 CF - 幸福一定保之兩千三百萬 | 口號：「台灣向前行、台灣一定贏」 - 壯大台灣，佈局全球（馬英九CF） - 台灣的沉淪，一定要被救起來（蕭萬長CF） - 珍惜台灣價值（CF，共6篇） - 馬英九台北市政廣告 - 咱的台灣咱的家（歡聚歌）MV - 沉默的魄力－陽光政治篇 CF - 沉默的魄力－市政記錄篇 CF - 沉默的魄力－政績典範篇 CF - 沉默的魄力－青春活力篇 CF - 沉默的魄力－下水道篇 CF - 投2號一票，投未來一票－青年政策篇 CF - 改變就從現在開始 CF - 改變的力量 CF |

## 選舉結果

### 全國得票統計
| 1        | 謝長廷、蘇貞昌 | 民主進步黨    | 5,444,949票 | 41.55%                             |                                    |
| 2        | 馬英九、蕭萬長 | 中國國民黨    | 7,659,014票 | 58.45%                             | 當選                               |
| 選舉日期 | 選舉日期       | 2008年3月22日 | 選舉人數    | 17,321,622人                       | 17,321,622人                       |
| 投票率   | 投票率         | 76.33%        | 投票人數    | 有效：13,103,963人 無效：117,646人 | 有效：13,103,963人 無效：117,646人 |

### 各縣市投票結果
| 臺北市                                                                       | 2,042,805 | 593,256 | 36.97% | 1,011,546 | 63.03% | 12,807 | 79.19% | 418,290 |
| 臺北縣                                                                       | 2,878,477 | 866,915 | 38.94% | 1,359,419 | 61.06% | 21,169 | 78.08% | 492,504 |
| 基隆市                                                                       | 297,794   | 72,562  | 32.27% | 152,327   | 67.73% | 1,701  | 76.09% | 79,765  |
| 宜蘭縣                                                                       | 346,921   | 123,700 | 48.58% | 130,951   | 51.42% | 1,991  | 73.98% | 7,251   |
| 桃園縣                                                                       | 1,396,390 | 379,416 | 35.36% | 693,602   | 64.64% | 10,330 | 77.58% | 314,186 |
| 新竹縣                                                                       | 358,433   | 73,178  | 25.98% | 208,445   | 74.02% | 2,723  | 79.33% | 135,267 |
| 新竹市                                                                       | 289,862   | 79,634  | 35.30% | 145,930   | 64.70% | 2,036  | 78.52% | 66,296  |
| 苗栗縣                                                                       | 420,176   | 92,795  | 29.01% | 227,069   | 70.99% | 2,974  | 76.83% | 134,274 |
| 臺中縣                                                                       | 1,135,237 | 353,706 | 41.16% | 505,698   | 58.84% | 8,761  | 76.47% | 151,992 |
| 臺中市                                                                       | 769,926   | 226,751 | 38.26% | 365,979   | 61.74% | 5,836  | 77.74% | 139,228 |
| 彰化縣                                                                       | 981,262   | 309,134 | 42.41% | 419,700   | 57.59% | 7,558  | 75.05% | 110,566 |
| 南投縣                                                                       | 404,968   | 109,955 | 37.97% | 179,630   | 62.03% | 2,467  | 72.12% | 69,675  |
| 雲林縣                                                                       | 557,704   | 199,558 | 51.53% | 187,705   | 48.47% | 3,451  | 70.06% | -11,853 |
| 嘉義縣                                                                       | 427,808   | 166,833 | 54.44% | 139,603   | 45.56% | 2,936  | 72.32% | -27,230 |
| 嘉義市                                                                       | 200,834   | 72,442  | 47.61% | 79,713    | 52.39% | 1,154  | 76.34% | 7,271   |
| 臺南縣                                                                       | 854,240   | 354,409 | 56.15% | 276,751   | 43.85% | 5,614  | 74.54% | -77,658 |
| 臺南市                                                                       | 578,159   | 216,815 | 49.29% | 223,034   | 50.71% | 3,843  | 76.74% | 6,219   |
| 高雄市                                                                       | 1,163,546 | 440,367 | 48.41% | 469,252   | 51.59% | 7,112  | 78.79% | 28,885  |
| 高雄縣                                                                       | 953,610   | 373,900 | 51.41% | 353,333   | 48.59% | 5,859  | 76.88% | -20,567 |
| 屏東縣                                                                       | 679,205   | 249,795 | 50.25% | 247,305   | 49.75% | 3,823  | 73.75% | -2,490  |
| 臺東縣                                                                       | 177,843   | 29,714  | 26.68% | 81,668    | 73.32% | 977    | 63.18% | 51,954  |
| 花蓮縣                                                                       | 260,820   | 40,003  | 22.52% | 137,604   | 77.48% | 1,970  | 68.85% | 97,601  |
| 澎湖縣                                                                       | 72,170    | 18,181  | 42.07% | 25,037    | 57.93% | 363    | 60.39% | 6,856   |
| 金門縣                                                                       | 65,572    | 1,710   | 4.87%  | 33,384    | 95.13% | 172    | 53.78% | 31,674  |
| 連江縣                                                                       | 7,860     | 220     | 4.84%  | 4,329     | 95.16% | 19     | 58.12% | 4,109   |
| 註： - 各縣市得票數領先者使用網底標出。 - 得票數據以中央選舉委員會公佈為準。 |           |         |        |           |        |        |        |         |

### 選舉結果地圖
| 各鄉鎮市區投票結果 |

- 各縣市得票數領先者地圖 
   馬英九領先   謝長廷領先
- 各縣市得票率地圖
- 各鄉鎮市區得票率地圖

## 全國性公民投票
第5案、第6案全國性公民投票與本次總統選舉同日舉行。本次共有兩案，分別由民主進步黨前主席游錫堃及中國國民黨籍副總統候選人蕭萬長領銜提出。第5案為「以台灣名義加入聯合國」（一般稱「入聯公投」），第6案為「以務實、有彈性的策略重返聯合國及加入其它國際組織」（一般稱「返聯公投」）。由於兩項公投的「領票率皆低於公民投票法所規定的選舉人總數的百分之五十門檻」，故皆遭到否決。

### 提案內容
- 第5案

1971年中華人民共和國進入聯合國，取代中華民國，台灣成為國際孤兒。為強烈表達台灣人民的意志，提升台灣的國際地位及參與，您是否同意政府以「台灣」名義加入聯合國？
- 第6案

您是否同意我國申請重返聯合國及加入其他組織，名稱採務實、有彈性的策略，亦即贊成以中華民國名義、或以我國及台灣名義、或以其他有助於成功並兼顧尊嚴的名稱，申請重返聯合國及加入其他國家組織？

### 數據統計
| 案次                   | 同意票 （同意之百分比） | 不同意票 （不同意之百分比） | 有效票數  | 無效票  | 投票人數  | 投票權人數 | 投票人數 對投票權人數 | 投票結果 |
| ---------------------- | ----------------------- | --------------------------- | --------- | ------- | --------- | ---------- | --------------------- | -------- |
| 第5案 「台灣入聯合國」 | 5,529,230 (94.01%)      | 352,359 (5.99%)             | 5,881,589 | 320,088 | 6,201,677 | 17,313,854 | 35.82%                | 否決     |
| 第6案 「務實返聯公投」 | 4,962,309 (87.27%)      | 724,060 (12.73%)            | 5,686,369 | 500,749 | 6,187,118 | 17,313,854 | 35.74%                | 否決     |

## 結果分析
在本次選舉結束以前，《亞洲週刊》總編輯邱立本表示，馬蕭將會以壓倒性票數擊敗長昌配，還會領先高達兩百萬票。
在本次選舉中，馬蕭除了保住現有執政的縣市外、還把台南市、高雄市以少幅差距攻下，一共攻下了多個縣市。在台北市，馬英九終於得到過百萬的選票。而在台北縣，馬營的領先幅度還破了連宋領先陳呂的記錄。馬營一反連宋四年前的「北部小贏、中部打平、南部大輸」變成了「北部超贏、中部大贏、南部打平」。
反觀綠營，在蘇貞昌執政七年的台北縣、謝長廷執政六年多的高雄市、在縣市長選舉以少幅差距落後但在以前長期執政的宜蘭縣、嘉義市、綠軍常勝的台南市也未能守住，屏東縣則是數度翻盤，最後只差兩千多票得以保住。儘管在謝營領先的高雄縣、嘉義縣、雲林縣等，亦只是少幅領先。就算是陳水扁的故鄉台南縣，也只是以八萬不到的數字領先於馬營。謝營的佈署像上次總統選舉一樣，希望在南部大贏，把勝出的票數去補回在北部所輸的票數，然後再與藍營決戰中台灣。但由於北部輸太多，中部也大輸、南部僅僅打平，最終大落後二百多萬票。:254-255
另外，若從「得票差距變化」這個角度來看，藍營和綠營在北部、中部台灣的得票差距比起先前幾次選舉要來得更大，而南部台灣的得票差距則大幅縮小。就這一點而言，藍營事實上可以說是全盤皆贏，而綠營則是全盤皆輸。
總括而言，馬英九的得票創下了中華民國總統民選以後，勝出者得票數及得票率最高的記錄。（得票數紀錄已於2020年由蔡英文的817萬票數據打破，不過得票率最高仍為2008年選舉的馬英九陣營）。
選前，謝長廷的競選主軸是猛打馬英九的誠信及綠卡問題、一黨獨大、一中市場。反之馬英九強調要拯救台灣的經濟，不再拼政治。現在馬英九以二百二十一萬的大幅差距大勝，綠營只維持了略過四成的得票，比一月的立委選舉的得票只成長了一點，且成長幾乎與台聯的轉移票相當，等於沒有實質成長。:266-267
台灣維新館事件發生後在媒體的民調中顯示，事件對馬營是起扣分作用。但馬英九不斷作出道歉，國民黨主席吳伯雄領著四個生事的立委鞠躬道歉，僅由道歉便達到了顯示負責任態度的效果。反觀莊國榮（教育部主任秘書，非民主進步黨籍）失言事件，莊辭職發書面聲明，而綠營當日沒有作出道歉，在翌日才作出一次道歉。江霞一席「不把他們當人看」的失言，激起一些海外有投票權的民眾（尤其是挺馬的海外民眾）大批趕回台灣投票。選舉結果顯示台灣民眾對陳水扁八年來的統治嚴重失望，也對民進黨沒有及時作出足夠的反省失望，對謝長廷避談政見只揭瘡疤的競選主軸未能認同。

## 各方反應

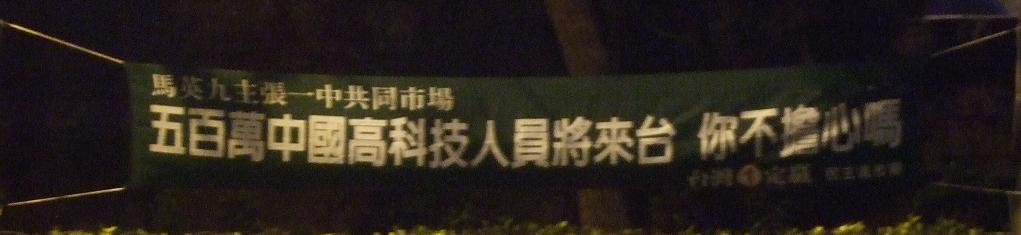
謝長廷的競選主軸之一是猛打「一中共同市場」

2008年3月24日，亞洲創制公投中心分析，入聯公投與返聯公投都失敗的主要原因，除了受到政黨政治高度激化讓公投必須和總統選舉同時舉行以外，就是缺乏公共辯論的空間，這樣的公投做法不僅沒有啟迪民眾，反而更讓民眾感到困惑；他們也認為，這次的公投比較像是在投票所中以領取或拒領的方式公開進行，這樣的安排將使投票所內一些政黨代表得以介入影響民眾領取公投票，值得檢討。來自香港的亞洲創制公投中心公投觀察員何秀蘭認為，這次公投是由下而上發動舉行，但公投議題與民眾日常生活並沒有太大的關聯，而且政黨介入太深導致公投變成總統選舉的議題，都讓民眾投票意願大大降低；這次總統選舉的投票率有76%，如果民眾真的認同公投議題，公投門檻自然不是問題；政府未來應該針對公投的議題，多多舉行公共辯論，讓民眾能有更多的了解和參與意願。
2008年3月27日，國立清華大學教授李丁讚說，在這種二選一的選戰裡，只有贏得中間選民者才能勝選，而只有透過對話、論辯與證據才能說服中間選民；如果民進黨及其支持者能記取教訓，儘速揚棄基本教義的束縛，走回中道多元的價值，系統就會逐漸開放，中間選民就會回流，「煽情的時代已經過去了，想要用基本教義來執政是不可能的」。
2008年4月17日，施明德諷刺，民進黨敗選成這個樣子，還不知檢討罪魁禍首陳水扁及那些共犯結構；原本社會還需要民進黨來幫忙監督制衡國民黨，但民進黨已經失去公信力，「社會不一定需要民進黨，沒有『非民進黨不可』這件事，民進黨到現在還沒有跌到谷底」；民進黨的人頭黨員問題非常嚴重，黨主席、中執委、中常委與黨代表都是人頭黨員選出，陳水扁、謝長廷、蔡同榮與新潮流系都是人頭黨員大戶，誰來檢討敗選都沒有作用。
2008年4月18日，台灣社發表〈一人一萬元辦報運動，募款公開信〉，由台灣社社長吳樹民、台灣北社社長張學逸、台灣南社社長鄭正煜、台灣東社社長余文儀、台灣中社社長戴正德、台灣客社社長張葉森、台灣角社社長鍾年晃、台灣青社社長許舜斌聯名發表。
2008年4月21日，江春男說，民進黨現在最大的問題就是喪失社會基礎：過去民進黨代表進步的力量，所以受到中產階級的支持，然後吸納代表本土力量的農民；但如今，中產階級轉而支持國民黨，農民則被國民黨地方派系挖回去，於是民進黨從「兩頭都有」變成「兩頭落空」；在這種狀況下，民進黨最重要的事情是「重新尋找社會支持的基礎在哪裡」。
2008年4月23日，李登輝在台聯中央黨部喬遷茶會上說，本次選舉宣告，台灣統獨鬥爭的時代已經過去了，台灣已經是一個主權獨立國家，沒必要再主張台獨。
2008年4月25日，陳師孟出席民進黨第12屆黨主席選舉參選人辜寬敏的宣布參選記者會，他說，「終極統一」就是「台灣總有一天會回歸中國」，馬英九選前一再迴避「終極統一」的論調，但他消費台灣前途的論調「居然得到大多數人民的支持」；他又說：「中國國民黨政權復辟，代表台灣人民在自由意志之下選擇讓外來政權繼續統治。這是不是也象徵，從來沒有統治過台灣的中國政權未來如果統治台灣，是不是台灣人民也同樣不在乎？」2008年4月26日，陳師孟說，國民黨的「愛台灣」就像是「仿冒皮包」，但是民進黨「不能因為仿冒皮包賣得非常好，就說我們真的皮包要修改」；段宜康則認為，「若仿冒的做得比你更實用、更便宜、市場占有率比你高，誰還會記得你這創始店？何況我們也沒有專利」，他贊成民進黨不應修改原品牌，民進黨要對自己的品牌有信心，但要把原品牌加工為更細緻、更有深度、符合社會需求的品牌，不能用輕視對手攻擊性言詞、貶低對手來壯膽，不能只有國家認同與國家定位，也應在其他公共議題著墨發揮。
2008年7月7日，針對陳師孟的「仿冒皮包說」，簡錫堦說，國民黨之所以能輕易搶走民進黨的「品牌」，是因為民進黨的「品牌」也是抄襲來的：民進黨抄完「新中間路線」，現在想要抄「中間偏左」，偏偏都只抄半套，把產品做得「超像」名牌，卻缺乏品牌背後的精神價值及強大的售後服務，如此一來，那只是A貨；不具品牌精神的A貨當然很快就被仿冒技術更精良的政黨替代掉，「無頭蒼蠅是不會令人感動的」。
2009年1月19日，陳水扁的著作《台灣的十字架》上市，他在書中批評，2008年總統大選，民進黨最大敵人是在內部「各懷鬼胎，分崩離析」；他說，本來他有一個讓民進黨贏得2008年總統大選的策略，民進黨必須打「台灣牌」勝於「個人牌」、打「團體戰」優於「個人戰」，但最後「事與願違，只能徒呼負負」。
2010年1月10日，前民進黨主席林義雄在三立新聞台的專訪中說，他沒有看到民進黨敗選後有很大改變，民進黨的敗選檢討做得不確實；民進黨敗選的原因，主因是陳水扁執政不好，另一個原因是黨內初選爭奪權位的風度不好，這兩點民進黨都沒有檢討。
2011年10月25日，辜寬敏批評，民進黨在本次選舉以兩百多萬票之差慘敗，民進黨沒有人為此負責，讓他覺得身為台灣人很可恥。

2013年4月9日，姚嘉文說，民進黨建黨以來的中國政策是正確且健康的，民進黨過去的兩岸政策沒有失敗的問題，民進黨認為台灣主權獨立、不屬於中國，美國的想法與民進黨的看法相同，謝長廷要調整綠營政策的做法不會獲得黨內同意，謝長廷2008年參選總統時迴避談台獨，「不講台獨，謝長廷一樣選輸，有自我檢討嗎？」2013年4月11日，謝長廷辦公室發出新聞稿回應姚嘉文：
針對姚嘉文院長日前對媒體表示因為選舉沒講台獨才輸，謝長廷表示，姚院長的說法跟選後各種民調和分析不同，民眾應可自行判斷。記得民進黨為了贏得2000年的選舉，還特別通過〈台灣前途決議文〉，緩和台獨黨綱影響；2004年勝選，也沒以台獨為訴求；2008、2012年，更沒有看過任何選後評論和民調可以支持這種說法的正確性。例如政治大學童振源教授在2012年大選後，在2月6－9日所做的民調數據就指出，約有77.3萬人（約佔全部投票人數的比例為5.75%）因兩岸關係而投給馬英九。
美國和多數台灣民眾一樣支持國民黨或偏向馬英九，不是因為支持統一的問題，而是支持穩定，這也是多數民眾的需要。民進黨當然有自己的政策；但要贏取選舉、穩定執政、及獲得大多數民眾支持，美國和中國的看法都要考慮。
2014年7月，美國約翰霍普金斯大學國際關係學院中國研究項目主任藍普頓接受中評社專訪時說，民進黨內部正在辯論兩岸政策，若民進黨欲重返執政，民進黨應“從陳水扁那裡吸取教訓”。他說，陳水扁執政之初，美國總統小布希也許是他所能想像的對台灣最友好的美國總統，最後陳水扁卻將小布希變成了對手，人們可以從中領悟點什麼；“我想，如果民進黨從陳水扁那裡學到教訓，也許有可能使北京（當局）繼續他們的容忍度：民進黨將來的領導人可能跟過去不一樣”。
2014年11月9日，參加本年秋鬥的團體在民進黨中央黨部前抗議，三鶯部落自救會顧問江一豪批評：民進黨多年來吸收很多他們社會運動的同伴，但這些人不知道他們就算進到民進黨也無法實現理想，因為民進黨其實跟國民黨沒有什麼兩樣；民進黨過去在中央和地方執政時，和國民黨一樣都選擇和財團結合，推動發展至上、壓迫底層民眾的政策；本年秋鬥已提前5日傳真提問，但民進黨一直沒有回應；民進黨長年以來不斷吸納社運人士，但「民進黨是垃圾黨」，加入民進黨的人不是被民進黨污染、就是「本來就是個爛貨」。同日，民進黨社運部副主任陳子瑜說，民進黨於本月8日晚上才收到秋鬥團體的訴求，目前還在討論中。
2014年11月25日，清華大學公共管理學院副教授鄭振清說，1990年代後期以後，民進黨政客刻意宣揚“本土對抗外來”、“台灣認同對抗中國認同”的“認同政治”動員方式，遠離了左翼思想和社會階級動員；陳水扁執政八年間，與大企業聯手建立政商尋租聯盟，不僅收編了台灣主要工商團體，還大力推行圖利大企業和財團的公營事業民營化，這些作法不僅使民進黨與中小企業關係疏遠，也使民進黨失去很多基層社會運動團體的支持。

## 後續效應

### 謝長廷的選後態度
謝長廷在得知落選後，於選舉日當晚發表「今天不要為我哭泣」演說，除了恭賀當選人馬英九先生與蕭萬長先生，並表明將兌現先前的選舉承諾（也就是退出政壇）。而馬英九在稍後的記者會中表示曾和謝長廷通過電話，表達對於謝長廷在選後的態度予以肯定，並承諾會將謝長廷的部分政見納入未來施政方向。不過，在選後謝長廷的動作頻頻，除積極推動讓新加入民主進步黨的青年黨員有投票權來直選主席，為日後的政治資本布局；並且在電視談話性節目中表示，要成立「影子政府」，來監督政府施政。
|          | 民主包括結果，也包括過程，過程難免有爭議，但是我們接受，不要再有抗爭，讓我們的社會非常迅速地能夠修補因為選舉所留下來的裂痕，讓我們的人民能夠很快地生活在愛與信任的環境裡面。 我們選舉失敗，但是我們還有更重要的任務，就是祖先留下來的民主的火種不能熄滅，我們要轉失望為動力，守護臺灣的民主。我相信所有民主進步黨的同志都會謙卑、反省，但是身為候選人，我要承擔較大的責任。 我除了會兌現對敗選的一切承諾外，也將持續守護民主、守護臺灣，我的生命屬於臺灣，捨此無處可去，這是我個人的挫折，不是臺灣主體性的倒退，是民主的結果，不是民主的失敗。 |
| ——謝長廷 | |

|          | 我再次重申，選舉是我個人的失敗，不是臺灣的失敗，今天不要為我哭泣，聚集我們的力量繼續熱愛臺灣。臺灣的發展從來就不是順風而行，風愈大我們愈要走，我們要永遠跟人民站在一起，衷心地為臺灣祝福，我們相信人民，也相信臺灣。 |
| ——謝長廷 | |

### 中国大陆反應
- 只援引臺灣媒體報導選舉結果[94]，不針對總統大選進行評論，只特別對公投未過投票門檻表示「滿意」，以及認為這樣證明了臺灣獨立不得人心[95]。

### 各國反應
- 日本：日本國外務省發表聲明：在這樣新的狀況下，臺灣與中國當事者直接對話和平解決。
- 新加坡：恭賀馬英九當選，並希望能夠在「一中共識」下保持密切合作，以及維持東亞地區和平。
- 美国：臺灣大選過後，美國總統小布什恭喜馬英九勝選，也指出這給兩岸問題和平解決帶來了新的契機；美國國務院發言人肖恩·麥考馬克（Sean McCormack）表示，期待與臺灣新總統合作來確保經濟的繁榮和兩岸人民之間的關係都充滿活力[96]。小布什肯定臺灣民主活力，更稱讚臺灣是亞洲及全世界的「民主燈塔」[97]。

### 國親合併發酵
在國民黨得知馬英九勝選時，國民黨主席吳伯雄和日前宣布退出政壇的親民黨主席宋楚瑜雙雙進入國民黨中央黨部，由吳伯雄宣布國親合作，不排除合併。

## 政治影響

### 民主進步黨
民進黨在選舉中大敗，失去了執政權，顯示選民對馬英九的支持度較高，同時也較不認同民進黨現在的方向。
民進黨代主席、總統參選人謝長廷宣佈辭去黨主席，但最後點頭同意留任至五月新主席上任為止。在這個時候，民進黨中檢討聲浪再起，民進黨舉辦了多次的座談會，檢討成敗得失。甚至邀請歷任黨主席、歷任黨秘書長、媒體等參與意見。但排藍民調存廢在黨內引起很大議論。儘管中執會通過廢除排藍民調，但仍需要全代會通過，變數甚大。
謝長廷、呂秀蓮等動員年輕人加入民進黨，謝長廷更建議，開放給這些新入黨的年輕人於黨主席選舉中投票，關於這一點，副總統參選人蘇貞昌表示反對，他表示對其他年齡層的黨員不公平。
民進黨新任黨主席到底應如何選出、人選為何，民進黨內部議論紛紛，例如傳出前總統府秘書長陳師孟、民進黨秘書長李應元等。結果前民視董事長、立委蔡同榮登記參選。陳師孟支持總統府資政辜寬敏角逐、黨內跨派系勸出前行政院副院長、前陸委會主委蔡英文參選。民進黨內部原屬意候選人登記以後再協調一人同額參選，但協調破局，變成三人混戰的局面。
民主進步黨執政8年最終重回在野，敗選后的民進黨情緒一度低落，還存在著黨內分裂的危機；同時檢討黨的價值、路線、方針，實行改革的呼吁不断涌現。謝長廷退出政壇、陳水扁告別總統生涯等，表明了民進黨世代即將進行更替。本次黨主席的選舉被認為是民進黨的一次轉折點和機會，影響黨的未來走向；黨的臺灣獨立路線的爭論和態度成為主要焦點。 最後選舉結果出爐，由蔡英文當選民主進步黨主席，為該黨創黨22年來歷任主席中最年輕的一位，同時也是首位女黨魁。
| 號次   | 候選人 | 候選人 | 得票數  | 得票率  | 狀態    |
| ------ | ------ | ------ | ------- | ------- | ------- |
| 1      |        | 辜寬敏 | 48,882  | 37.81%  |         |
| 2      |        | 蔡英文 | 73,865  | 57.14%  |         |
| 3      |        | 蔡同榮 | 6,530   | 5.05%   |         |
| 投票數 | 投票數 | 投票數 | 129,277 | 129,277 | 129,277 |
| 投票率 | 投票率 | 投票率 | 51.14%  | 51.14%  | 51.14%  |

### 中國國民黨
國民黨於今次選舉中大勝，終於奪回了失去八年的執政權，達到行政及立法也屬於同一黨的「完全執政」局面。新任總統馬英九可以施展自己的抱負。
他為了使新上任的行政團隊可以立即上路，所以起用蕭萬長時代的行政院副院長、1993年與他一起入閣的前交通部長劉兆玄為行政院長。但在行政院長的產生過程中，國民黨的放話文化非常嚴重，劉兆玄與前立法院副院長江丙坤也是呼聲最高的人選。但有黑函相繼攻擊劉兆玄的緋聞及江丙坤的年齡。馬英九為了快刀斬亂麻，於是提早宣佈劉兆玄是內定行政院長。於是九萬（馬蕭競選時的稱呼），變成了九萬兆。關於江丙坤會否出任海峽交流基金會董事長，江在媒體訪問時表示「隨緣」，後來馬英九也宣佈江丙坤接任海基會董事長。
在劉兆玄組閣過程中，放話文化的問題進一步被激化，甚至演化為人事卡位風波，台中市長胡志強是否升任總統府秘書長，成為媒體的焦點。胡志強明顯受到了巨大勸進壓力，由原本馬當選當天斷言拒絕，直至演變成表示「為難」。原本馬營在南部的輔選大將前衛生署長、現國民黨副秘書長詹啟賢，一直是行政院副院長呼聲最高的人選，但最後詹啟賢只有發出新聞稿，宣佈在馬英九就職以後不會加入政府，這繼詹氏未被提名為國民黨不分區立委之後的另一次傷害。詹啟賢宣佈不入政府後，馬團隊宣佈由國民黨副主席詹春柏為總統府秘書長，退出2006年台北市長初選的前台北市副市長葉金川為總統府副秘書長。
教育部長呼聲最高的是馬英九在台北市長時代的教育局長吳清基，吳清基在接受訪問時，表明「如果馬英九徵詢一定會去」，但劉兆玄公佈第一波內閣名單時，卻沒有公佈教育部長的人選。吳清基此時卻表現得低調，最後表明「要有尊嚴」，宣佈不會入閣。此時卻爆出第二位人選，前教育部長楊朝祥，此時又再爆出黑函攻擊楊朝祥的景文案，楊朝祥亦表明不會入閣。
劉兆玄起用前財政部長邱正雄為行政院副院長。前國科會副主委薛香川為行政院秘書長。國民黨副秘書長廖風德為內政部長，駐瓜地馬拉大使歐鴻鍊為外交部長。前監委、前真調會主委王清峰為法務部長、前交通部次長毛治國為交通部長。劉兆玄起用一些以前有部長經驗者，或在政府為副部長級的人士或學者入閣，也是配合馬英九的立即上手的想法。這個內閣，被媒體稱為「博士內閣」。
第二波內閣人事公佈，馬英九起用前台聯立委賴幸媛為陸委會主委，不止輿論驚訝，連國民黨立委也有罵聲，邱毅直批提出給賴當陸委會主委的人是頭腦不清。

## 外部連結
- 中央選舉委員會有關本次選舉資訊：
  - 第12任總統副總統及公民投票 選舉公報
  - 中央選舉委員會 - 第12任總統副總統選舉暨第5案第6案全國性公民投票 開票結果